# StubHub Center
El StubHub Center és un estadi de futbol situat a la ciutat de Carson (Califòrnia), Estats Units, dins de l'àrea metropolitana de Los Angeles.
La propietària del camp és la companyia Anschutz Entertainment Group. L'estadi té diversos usos com el futbol en el qual Los Angeles Galaxy i abans el Chivas USA, equips de la Major League Soccer, juguen els seus partits com a locals.
La seva capacitat màxima és de 27.000 espectadors en futbol tot i que normalment varia segons l'esdeveniment.
Va ser inaugurat al juny de 2003. La superfície és de gespa natural i les dimensions del terreny de joc són de 109 x 68 metres.